# Реймонд (Південна Дакота)
Реймонд (англ. Raymond) — місто (англ. town) в США, в окрузі Кларк штату Південна Дакота. Населення — 53 особи (2020).

## Географія
Реймонд розташований за координатами 44°54′38″ пн. ш. 97°56′14″ зх. д. / 44.91056° пн. ш. 97.93722° зх. д. (44.910547, -97.937258).  За даними Бюро перепису населення США в 2010 році місто мало площу 0,68 км², уся площа — суходіл.

## Демографія
Згідно з переписом 2010 року, у місті мешкало 50 осіб у 27 домогосподарствах у складі 15 родин. Густота населення становила 74 особи/км².  Було 38 помешкань (56/км²).
Расовий склад населення:
| - 98,0 % — білих - 2,0 % — чорних або афроамериканців |

До двох чи більше рас належало 0,0 %. Частка іспаномовних становила 2,0 % від усіх жителів.
За віковим діапазоном населення розподілялося таким чином: 4,0 % — особи молодші 18 років, 60,0 % — особи у віці 18—64 років, 36,0 % — особи у віці 65 років та старші. Медіана віку мешканця становила 58,7 року. На 100 осіб жіночої статі у місті припадало 100,0 чоловіків;  на 100 жінок у віці від 18 років та старших — 100,0 чоловіків також старших 18 років.
Середній дохід на одне домашнє господарство  становив 48 694 долари США (медіана — 38 125), а середній дохід на одну сім'ю — 45 576 доларів (медіана — 39 375). Медіана доходів становила 41 250 доларів для чоловіків та 41 000 доларів для жінок. За межею бідності перебувало 25,5 % осіб, у тому числі 100,0 % дітей у віці до 18 років та 34,8 % осіб у віці 65 років та старших.
Цивільне працевлаштоване населення становило 25 осіб. Основні галузі зайнятості: освіта, охорона здоров'я та соціальна допомога — 20,0 %, будівництво — 20,0 %, сільське господарство, лісництво, риболовля — 20,0 %.